# Лозо, Иван Афанасьевич
Иван Афанасьевич Лозо (укр. Іван Афанасійович Лозо, укр. Іван Панасович Лозо; 22 февраля 1920, село Балюки, Полтавская губерния — 24 декабря 1990) — советский учёный-правовед, специалист в области колхозного права. Кандидат юридических наук (1952), профессор (1976), профессор кафедры колхозного права Харьковского юридического института. Участник Великой Отечественной войны. Заслуженный работник высшей школы Украинской ССР (1981).

## Биография
Иван Лозо родился 22 февраля 1920 года в селе Балюки (ныне Полтавская область Украины) в семье крестьян. По воспоминаниям Вячеслава Лозо — сына Ивана Афанасьевича, в период коллективизации семья «претерпела губительные удары» и «осталась без кормильца», из-за чего в 1933 году, во время голода на Украине, умерли мать и двое братьев Ивана. Последний получил образование в одном из техникумов, который окончил в конце 1930-х годов. После окончания техникума работал главным ветеринаром района (по другим данным ветеринарным фельдшером).
После начала Великой Отечественной войны Иван Лозо был назначен ответственным за эвакуацию колхозного и совхозного скота за Днепр. В январе 1942 года записался добровольцем в Красную армию, и в том же году был отправлен на передовую, сначала служил рядовым в 440-м стрелковом полку, а затем в звании сержанта командовал отделением в 243-м стрелковом полку 181-й стрелковой дивизии, в составе которой участвовал в Сталинградской битве.
Принимал участие в боевых действиях до сентября 1942 года. Во время одного из боёв он получил тяжёлое ранение, в результате которого полностью потерял зрение, его левая рука была ампутирована, а кисть правой повреждена, также «проникающие поражения были в области груди и живота». Проходил лечение в госпиталях Барнаула, Бийска и Саратова. Остался инвалидом.
В сентябре/октябре 1944 года Иван Лозо поступил в Харьковский юридический институт (ХЮИ). В 1948 году окончил ХЮИ и поступил там же в аспирантуру, по окончании которой в 1951 году начал трудиться в этом вузе.
Головные боли, частые потери сознания на лекциях, нередко пустой желудок — всё это сопровождало его в студенческие годы. Несмотря на тяжёлое состояние, не обладая навыком пользоваться выпуклым шрифтом для слепых, он не пропустил, ни одной лекции, ни единого семинарского занятия; напрягался, чтобы взять всё возможное от своих единственных источников знаний.
Начиная с 1951 года Лозо работал на кафедре колхозного права ХЮИ, где последовательно занимал должности ассистента, старшего преподавателя и доцента, а закончил свой трудовой путь в должности профессора этой кафедры.
Многие юристы помнят слепого профессора, который узнавал каждого студента по едва уловимым звукам.
Скончался 24 декабря 1990 года.

## Научная деятельность
Иван Лозо занимался исследованием таких вопросов колхозного права как: правовое регулирование трудовых отношений в колхозах с учётом особенностей труда в сельскохозяйственном секторе, нормативное определение планирования хозяйственной деятельности в колхозах, договорные отношения колхозов с органами поставок материально-технического производственного обеспечения, машинно-тракторными станциями.
В 1952 году Лозо защитил кандидатскую диссертацию по теме «Договор МТС с колхозами», а в 1976 году получил учёное звание профессора. За время своей научной деятельности он стал автором или соавтором более 40 научных работ, основными из которых являются: «Комментарий к Примерному уставу колхоза», «Обязательный минимум трудодней в колхозах», «Подсобные производства и промыслы в колхозах» и «Законодательство о подсобных производствах».

## Награды
Иван Афанасьевич Лозо был награждён тремя орденами Отечественной войны — двумя I степени (6 августа 1946 и 6 мая 1965) и одним — II степени и медалями — «За оборону Сталинграда» (22 декабря 1942), «За победу над Германией в Великой Отечественной войне 1941—1945 гг.» (9 мая 1945), «Двадцать лет Победы в Великой Отечественной войне 1941—1945 гг.» и «Тридцать лет Победы в Великой Отечественной войне 1941—1945 гг.».
17 февраля 1981 года Ивану Лозо «за заслуги в подготовке высококвалифицированных специалистов для органов народного хозяйства и многолетнюю педагогическую деятельность» было присвоено почётное звание Заслуженный работник высшей школы Украинской ССР.

## Семья
После поступления в ХЮИ Лозо познакомился со своей будущей женой, которая была «из семьи репрессированных». Его сын Вячеслав Лозо (род. 1954) пошёл по стопам отца и работал в том же вузе, что и он. В 2010 году он стал доктором юридических наук, а с 2012 года занимал должность профессора кафедры истории государства и права.